# Leo I. von Ohrid
Leo I. von Ohrid (auch: Leon von Achrida, Lav Ohridski (Liv); griechisch Λέων αρχιεπίσκοπος Βουλγαρίας, Λέων Α', bulgarisch Лъв I Охридски; Леон; Лав I; † 1056) war ein führender byzantinischer Kleriker und Erzbischof von Ohrid und Vertreter der Ansichten des Ökumenischen Patriarchats von Konstantinopel in der theologischen Auseinandersetzung mit dem Heiligen Stuhl, an deren Ende das Morgenländische Schisma von 1054 steht.

## Leben
Über Kindheit und Jugend Leos ist nichts bekannt. Nach 1025 wurde er zum Erzbischof von Ohrid ernannt. Davor war er ein chartophylax (≈ Verwaltungsbeamter/Archivar) in der Hagia Sophia in Konstantinopel.
Unter Patriarch Michael I. (1043–1059) wurde Leo als Sprecher Konstantinopels zu theologischen Debatten mit römischen Klerikern nach Süditalien gesandt. Er berichtete über seine Ansichten in einem Brief an den Bischof Johannes von Trani (1053). Dieser Brief war jedoch zusätzlich an den Papst und alle lateinischen Bischöfe gerichtet. Leo verdeutlichte in diesem Brief erstmals die Entfremdung zwischen Ost- und Westkirche durch unterschiedliche liturgische und disziplinarische Aspekte. und verurteilte verschiedene Praktiken der West-Kirche, wie zum Beispiel das Essen von „erwürgtem“ Fleisch, Blut, dem Fasten am Sonntag, und weiteren liturgischen Unterschiede. Der gewichtigste Unterscheidungspunkt war jedoch der Gebrauch von ungesäuertem Brot für die Eucharistie. Dieser Brauch wurde zu einem Dauerargument in Briefen an den Kardinal Humbert von Silva Candida, das schlussendlich zur Entsendung Humberts nach Konstantinopel führte und 1054 das Schisma zwischen Rom und Byzanz besiegelte und ihr gegenseitiges Anathema und die Spaltung in zwei geographische getrennte Kirchen zur Folge hatte.